# Emanuel Haagman

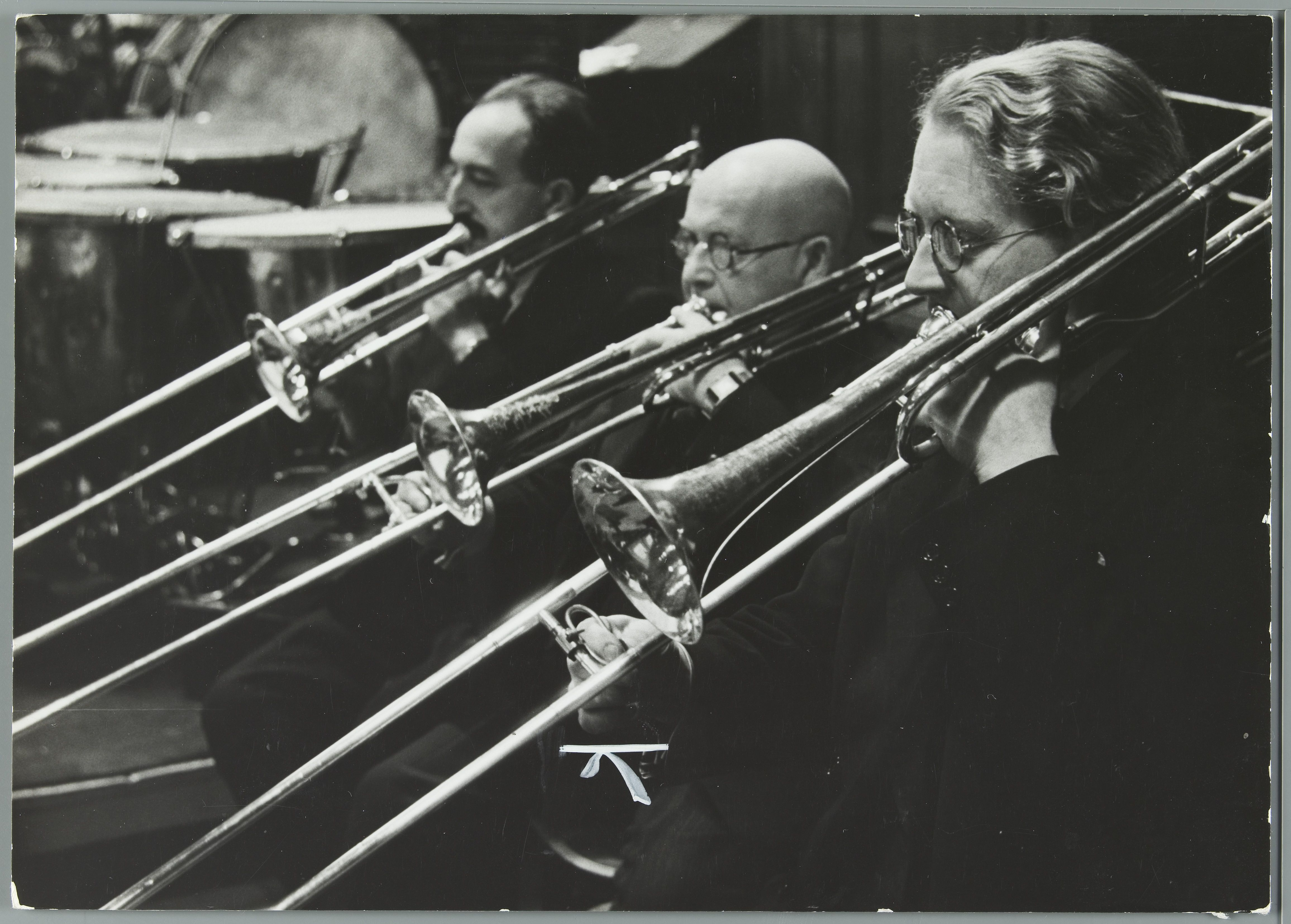
Links voor de pauken Emanuel Haagman; in het midden Simon Haagman (1938)

Emanuel Haagman (Den Haag, 18 februari 1887 - Amsterdam, 14 mei 1976) was een Nederlands trombonist.
Hij was zoon van Rachel de la Fuente en Gerrit Haagman. Zelf was hij getrouwd met Esther Israël die in 1936 overleed. Haagman hertrouwde in 1946 met Adriana Ferkenius. Dochter Mina Rachel Haagman uit zijn eerste huwelijk pleegde onder de verstrekkende beperkende maatregelen onder de Duitse bezetter in juli 1942 zelfmoord.
Zijn eerste orkest was de Arnhemsche Orkest Vereeniging, alwaar hij een 12,5 jaar heeft gespeeld. Haagman speelde vanaf 1 september 1919 tot en met 1 september 1953 in het Concertgebouworkest, ook een lange periode als solotrombonist. In 1952 stond men even stil bij zijn 75e verjaardag. Zijn bekendheid in het orkest kwam voornamelijk vanwege uitmuntend solistenspel in het eerste deel van de Symfonie nr. 3 van Gustav Mahler. Haagman was ook musicus in het Amsterdamsch Instrumentaal Solisten Quartet.
De periode bij het Concertgebouworkest werd onderbroken door de arisering onder bevel van de Duitse bezetter. Haagman werd ontslagen en nam vrijwel direct plaats in het Joodsch Symphonie Orkest onder leiding van Albert van Raalte, samen met Simon Gomperts en Joseph Sloghem. Nadat dat orkest vanwege onvoldoende mankracht en gebrek aan concertruimte in 1942 werd opgeheven, konden ex-musici onder het plan-Frederiks enige tijd verblijven in een reserveringskamp in Barneveld. Dat was echter van korte duur, want van daaruit werden de meeste musici in een groep gedeporteerd naar Kamp Westerbork en Theresienstadt. Haagman wist dat te overleven en kwam vermoedelijk via Zwitserland terug naar Nederland. Hij werd samen met lotgenoot Ben Meijer bij terugkomst in het orkest even in het zonnetje gezet.
Hij leidde in zijn tijd mening nieuw trombonist op voor het orkest; hij was docent aan het Conservatorium van Amsterdam.
Hij overleed op 89-jarige leeftijd en werd begraven op de Joodse Begraafplaats Diemen.
In 2020 werd zijn naam opgenomen in het Gedenkteken Joodse Musici in het Concertgebouw; een postuum eerbetoon van het orkest aan de tijdens de arisering ontslagen orkestleden.
Emanuel zat jarenlang naast zijn oudere broer Simon Haagman. Ook trombonist Simon speelde, opgeleid op bazuin aan het Haags Conservatorium, eerst in de Arnhemsche Orkest Vereeniging. Ook Simon Haagman overleefde Kamp Westerbork en een concentratiekamp.